# Budoželje
Budoželje su naseljeno mjesto u općini Vareš, Federacija Bosne i Hercegovine, BiH.

## Stanovništvo

### 1991.
Nacionalni sastav stanovništva 1991. godine, bio je sljedeći:
ukupno: 956
- Muslimani - 946
- Jugoslaveni - 6
- ostali, neopredijeljeni i nepoznato - 4

### 2013.
Nacionalni sastav stanovništva 2013. godine, bio je sljedeći:
ukupno: 698
- Bošnjaci - 687
- ostali, neopredijeljeni i nepoznato - 11